# Sherpa (Chefunterhändler)

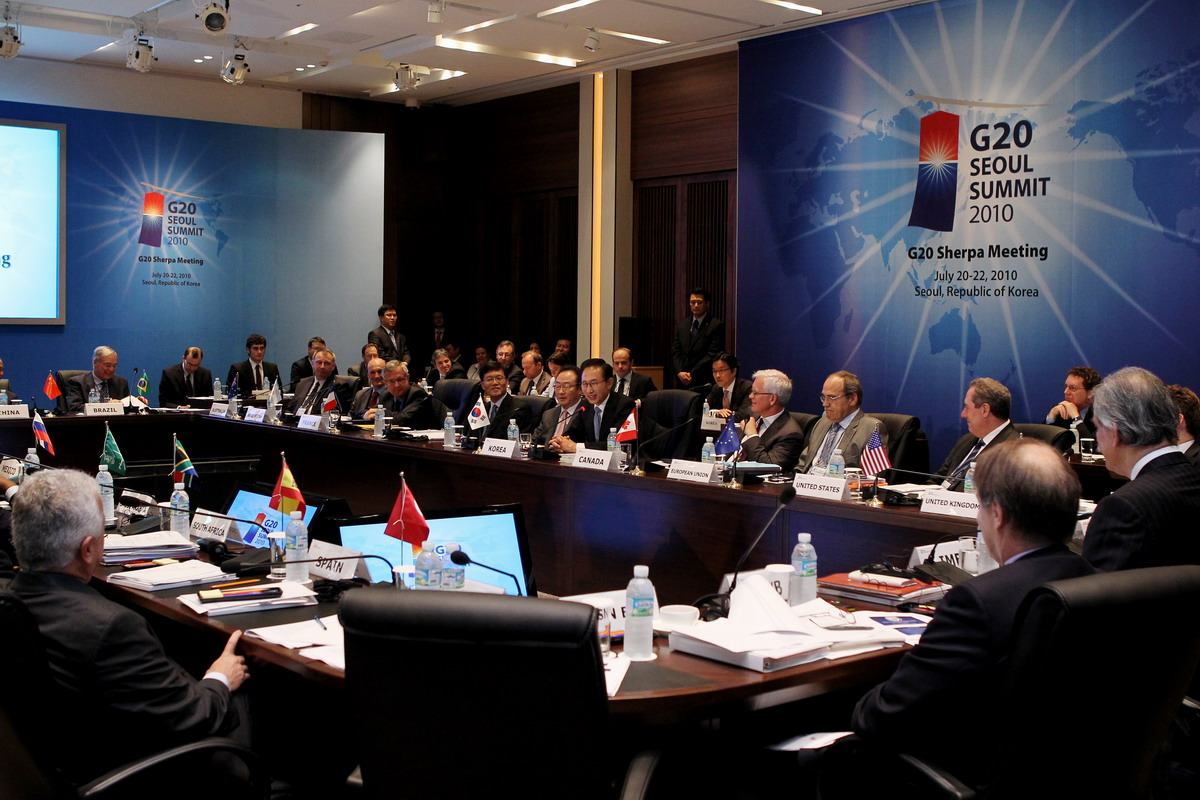
Ein "Sherpa Meeting" zur Vorbereitung eines G-20 Gipfels in Seoul 2010

Als Sherpa im Sinne von „Chefunterhändler einer Regierung“ – abgeleitet von der Bezeichnung der Träger und Bergführer im Himalaya (Sherpa) – wird im Politik-Jargon der für die Vorbereitung des jeweiligen Regierungschefs auf Regierungstreffen Zuständige genannt. Er ist vor allem in der Europäischen Union und bei Treffen der wichtigsten Wirtschaftsnationen (G7/G20) bekannt.

## Ursprung
Der Begriff stammt aus dem Bergsteigerjargon und stammt von der nepalesischen Volksgruppe Sherpas, insbesondere von Tenzing Norgay, einem Berggefährten von Edmund Hillary bei der Erstbesteigung vom Mount Everest 1953. Im politischen Kontext wurden Sherpas erstmals bei den Regierungsverhandlungen der Europäischen Union erwähnt.
Bekannt wurden Sherpas vor allem als für G-7-Gipfeltreffen verantwortliche hohe Regierungsbeamte, die als Chefunterhändler der jeweiligen Regierung auftreten. Deren Helfer werden dann wiederum als Sous-Sherpa (Untersherpa) bezeichnet. Die Sherpas bereiten die jährlichen Gipfel vor, stimmen die nationalen Positionen ab und loten so bereits im Vorfeld aus, welchen politischen Spielraum es auf dem Gipfel gibt. Auf diese Weise können die Sherpas bereits im Vorfeld der G7-Gipfel für eine (teilweise) Klärung (etwaiger) unterschiedlicher Positionen sorgen.

## Europäische Union
Der Begriff hat Eingang in offizielle Dokumente der Europäischen Union gefunden. So ist im Beschluss der Kommission vom 14. Juni 2007 über die Einsetzung einer hochrangigen Gruppe für die Wettbewerbsfähigkeit der chemischen Industrie in der Europäischen Union in den Artikeln 4 bis 6 ausdrücklich von einer „Sherpa-Untergruppe“ die Rede (auch im Beschluss 2006/77/EG vom 23. Dezember 2005, Artikel 3 und 4).

## Bundeskanzleramt
Vor allem das Bundeskanzleramt nutzt Sherpas bei der Umsetzung von internationalen Konsultationen und Vertragsverhandlungen. Der vom ehemaligen Bundeskanzler Gerhard Schröder im Jahr 2004 beauftragte deutsche Sherpa, der im Anschluss als Chefunterhändler die Bundesregierung bei den Weltwirtschaftsgipfeln repräsentierte, war Bernd Pfaffenbach, ab 2005 Staatssekretär im Bundesministerium für Wirtschaft und Technologie.
Ehemalige deutsche Sherpas von prominenter Reputation sind unter anderem der ehemalige Bundespräsident der Bundesrepublik Deutschland, Horst Köhler, sowie der ehemalige Präsident der Deutschen Bundesbank, Hans Tietmeyer. Ab Dezember 2009 war Jens Weidmann der G8-Sherpa der Bundesregierung, er war ab 2006 schon Sherpa der G20-Runde. Sein Nachfolger war der Staatssekretär im Bundesministerium der Finanzen, Jörg Asmussen. Bis Merkels Amtszeitende im Dezember 2021 war Lars-Hendrik Röller G7- und G20-Sherpa und EU-Abteilungschef Uwe Corsepius Sherpa für den Europäischen Rat. Corsepius Vorgänger war der Diplomat Nikolaus Meyer-Landrut. Von 2021 bis 2024 war Jörg Kukies G7- und G20-Sherpa des Bundeskanzlers Olaf Scholz; von November 2024 bis Mai 2025 wurde dieses Amt übergangsweise von Holger Fabig ausgeübt. Seit Mai 2025 ist Levin Holle G7- und G20-Sherpa des Bundeskanzlers Friedrich Merz.

## Kritik
Sherpas werden auf der einen Seite als loyale Zuarbeiter ihrer Regierungschefs positiv bewertet, denn es wird betont, dass ihre Chefs weiterhin in der politischen Verantwortung stehen. Auf der anderen Seite bilden sie mit ihren internationalen Kollegen eine eingeschworene Gemeinschaft, die nur wenig Einflussmöglichkeiten von demokratischen Kontrollinstanzen zulassen. Laut Guardian sind sie die entscheidenden Politikgestalter der Regierungschefs großer EU-Länder. Der finnische Sherpa Kare Halonen bestreitet in einem Interview mit der finnischen Zeitung Helsingin Sanomat die Wichtigkeit der Sherpas. Sie dienten nur ihren Chefs. Aber auch Regierungsstellen kritisieren das System der Sherpas. Der italienische Staatsminister Sandro Gozi bezeichnete 2015 das System erstmals als Sherpacrazia, ein Begriff der vom Präsidenten der Europäischen Bewegung Deutschland Rainer Wend mit der deutschen Wortschöpfung „Sherpakratie“ aufgegriffen wurde.
Einige Angehörige des Volks der Sherpa kritisieren die Verwendung des Namens ihrer Ethnie im übertragenen Sinn, weil sie alle Sherpa mit Hochgebirgsträgern gleichsetze und ihre reiche Kultur ignoriere.